# Crossandrella dusenii
Crossandrella dusenii är en akantusväxtart som först beskrevs av Gustav Lindau, och fick sitt nu gällande namn av Spencer Le Marchant Moore. Crossandrella dusenii ingår i släktet Crossandrella och familjen akantusväxter. Inga underarter finns listade i Catalogue of Life.